# Piégut-Pluviers
Piégut-Pluviers – miejscowość i gmina we Francji, w regionie Nowa Akwitania, w departamencie Dordogne.
Według danych na rok 1990 gminę zamieszkiwało 1471 osób, a gęstość zaludnienia wynosiła 81 osób/km² (wśród 2290 gmin Akwitanii Piégut-Pluviers plasuje się na 288. miejscu pod względem liczby ludności, natomiast pod względem powierzchni na miejscu 606.).